# Pflugfelder Straße 5 (Ludwigsburg)

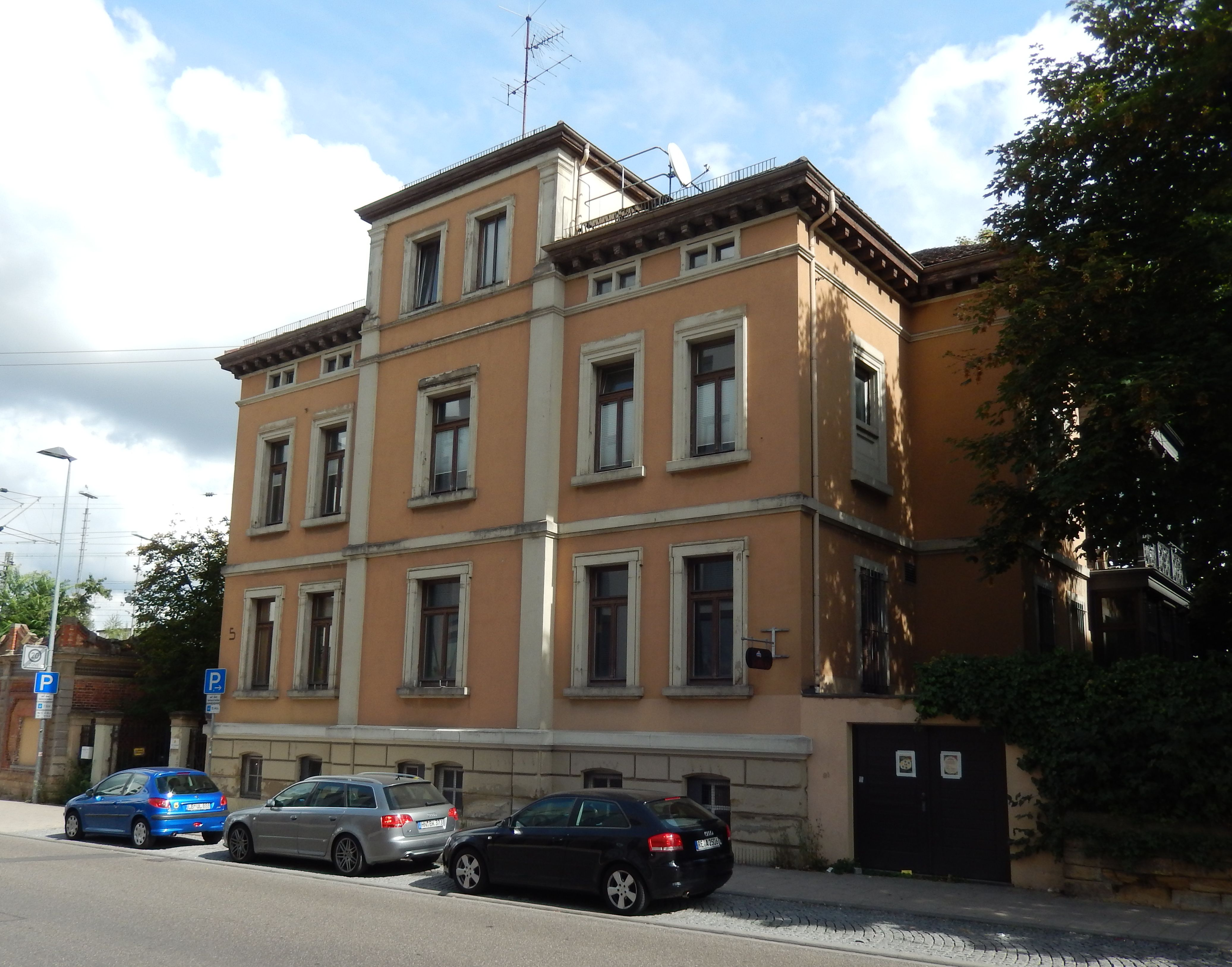
Haus Pflugfelder Straße 5, Ludwigsburg

Das Haus Pflugfelder Straße 5 in Ludwigsburg ist eine ehemalige Fabrikantenvilla. Sie steht unter Denkmalschutz.

## Geschichte und Beschreibung
Der Fabrikant Gustav Franck, ein Nachkomme von Johann Heinrich Franck, ließ seine Villa von Eugen Albertz entwerfen. Das 1876 errichtete Wohngebäude ist ein kubischer, regelmäßig gegliederter Putzbau in der Tradition des Klassizismus. Er besitzt ein flaches Walmdach. Erhalten ist auch die Einfriedung des Grundstücks, das sich nördlich an die Zichorienfabrik gegenüber dem Bahnhof Ludwigsburg anschloss.
Zu der Villa gehört ein Stall- und Remisengebäude samt Waschküche nördlich der Villa. Es besitzt eine Backsteinfront mit fünf Achsen. Über dem Mittelteil befindet sich ein Ziergiebel. Die äußere Gestalt dieses Nebengebäudes geht auf Entwürfe von Albert Bauder aus dem Jahr 1890 zurück.
Bauder wurde auch mit dem Entwurf eines späteren Stadthauses für Gustav Franck beauftragt, das in der Pflugfelder Straße 20 errichtet wurde.